# Baumhauser Weg
Der Baumhauser Weg ist eine zentrale Erschließungsstraße in Bremen, Stadtteil Obervieland, Ortsteil Habenhausen. Sie führt in Nord-Süd-Richtung vom Dorfkern des früheren Dorfes Habenhausen und von der Habenhauser Dorfstraße bis zur Arster Landstraße.
Die Querstraßen und Anschlussstraßen wurden benannt u. a. als Habenhauser Dorfstraße nach dem alten Ortsteil, Bunnsackerweg nach einer Flur, die den Habenhausern Bauern gehörte, Habenhauser Windmühlenberg nach einer Flurbezeichnung (unklar, ob und wo eine Windmühle dort stand), Bollener Weg 1935 nach dem benachbarten Ort (heute Ortsteil von Achim), Lunser Straße 1938 nach dem Ort, der heute Ortsteil von Thedinghausen ist, Bierdener Weg 1933 nach dem benachbarten Ort, Piependamm nach einem Entwässerungsgraben an der Grenze zur Feldmark Wümmesiede, Schönlankstraße nach dem Schriftsteller Bruno Schönlank (1891–1965), Blenderstraße 1931 nach der Gemeinde, Christian-Seebade-Straße 1999 nach dem Besitzer eines von ihm gestaltetem Ausflugslokales (1875–1938), Karl-Marx-Straße nach dem Philosophen und Protagonisten der Arbeiterbewegung (1818–1883), Arster Landstraße nach dem Ortsteil Arsten; ansonsten siehe beim Link zu den Straßen.

## Geschichte

### Name
Der Baumhauser Weg wurde 1905 nach einem baumumstandenen Gehöft benannt, das an der Grenze (früher mit Schlagbaum) zwischen Arsten und Habenhausen stand.

### Entwicklung
Die ersten Siedler von Habenhausen waren wahrscheinlich holländische Kolonisten. Das Dorf gehörte ab 1598 zum Goh Obervieland und es wurde 1921 in die Stadt Bremen eingegliedert. 1905 hatte Habenhausen 1281 und 2009 um 8000 Einwohner.

Südlich von dem alten Dorf Habenhausen entstanden auf der Habenhauser Mark im Norden der Straße vor und weiter südlich nach dem Zweiten Weltkrieg zumeist viele Einfamilienhäuser.

### Verkehr
Im Nahverkehr in Bremen tangiert die Buslinie 51 (Huckelriede ↔ Kattenturm Klinikum Links der Weser) die Straße.

## Gebäude und Anlagen
- An der Straße stehen zumeist ein- und zweigeschossige Wohnhäuser.
- Das Bunnsacker Fleet fließt an der Einmündung zur Arster Landstraße.
- Weiter östlich von der Straße fließt die Weser mit dem Bootsanleger und dem Wassersportverein Hanse-Kogge.
- Um Nr. 7 wurde ein 3-gesch. Wohnhaus um 2017 errichtet.
- An der nahen Habenhauser Dorfstraße Nr. 42 steht die evangelische Simon-Petrus-Kirche von 1995 nach Plänen von Will Baltzer aus Wuppertal, eine Filialkirche von St. Johannes Arsten.